# Broualan
Broualan – miejscowość i gmina we Francji, w regionie Bretania, w departamencie Ille-et-Vilaine.
Według danych na rok 1990 gminę zamieszkiwało 279 osób, a gęstość zaludnienia wynosiła 22 osoby/km² (wśród 1269 gmin Bretanii Broualan plasuje się na 954. miejscu pod względem liczby ludności, natomiast pod względem powierzchni na miejscu 739.).